# Rose Valley, Pennsylvania
Rose Valley là một thị trấn thuộc quận Delaware, tiểu bang Pennsylvania, Hoa Kỳ. Năm 2010, dân số của thị trấn này là 913 người.